# Rüdiger Syberberg
Rüdiger Syberberg (* 6. Februar 1900 in Mülheim; † 29. April 1978 in Garmisch-Partenkirchen) war ein deutscher Schriftsteller, Dramatiker und Erzähler.

## Leben und Werk
1923–1925 war Syberberg Dramaturg in Düsseldorf, danach arbeitete er auch als Kaufmann und Journalist und führte später ein Buchantiquariat. In einem Widmungsexemplar seines Romans Peter Anemont an den Verleger Kurt Desch schrieb er 1953: „Bis 15. März stelle ich auf der Leipziger Antiquariatsmesse aus. - Deshalb kann ich Ihre Bestellung erst ab 16. März bearbeiten. ...“ Seine Dramen „Lilith“ (1946) und „Die Gefangenen“ (1965), die Romane „Peter Anemont“ (1936) und „Daß diese Steine Brot werden“ (1954) sowie seine Erzählungen behandeln vorwiegend religiöse Probleme des Menschen.
Für seinen bekanntesten Roman Daß diese Steine Brot werden, der auch ins Französische (von Louise Servieen) und ins Niederländische (von Jan Willem Hofstra) übersetzt wurde, erhielt er 1954 den „Welt im Buch“-Preis. In dem Roman geht es um die Geschichte des jungen Pfarrers Heim, der seine erste Pfarrei in einem Grenzgebiet erhält, wo die Bauern zwischen Wäldern, steinigen Höhenzügen und einem Stausee ihr verzweifeltes und kärgliches Dasein fristen. Die Not hat in diesem, verlassenen Erdenwinkel ein solches Ausmaß erreicht, dass die Menschen stumpf geworden sind, Sitte und Anstand einem Überlebenwollen um jeden Preis oder aber dumpfer Resignation gewichen sind. Der Pfarrer versucht mit allen Mitteln, zuletzt mit einer verzweifelten Tat, die Not zu wenden.

## Präsident des PEN Clubs
Ab 1951 war Syberberg neben Johannes Tralow und Johannes R. Becher Präsident des PEN-Zentrums Deutschland, er trat jedoch 1953 nach Korruptionsvorwürfen und des Verdachts der Zusammenarbeit mit dem staatlich gelenktem ostdeutschen Kulturbund im Streit aus der Organisation aus. „Inwieweit seine Aktivität für das P.E.N. Zentrum Deutschland während seiner kurzen Amtszeit gesteuert worden ist, läßt sich anhand der vorliegenden Quellen nicht nachweisen. ... In den erhaltenen Akten findet der Fall Syberberg keine Erwähnung mehr“ schreibt Dorothée Bores in ihrem großangelegten Forschungswerk Das ostdeutsche P.E.N.-Zentrum 1951 bis 1998: Ein Werkzeug der Diktatur? Allerdings ist Rüdiger Syberberg in seiner Amtszeit nach außen für den PEN auch kaum in Erscheinung getreten. Hauptgründe dafür waren eine schwere Erkrankung und Arbeitsunfähigkeit sowie dadurch bedingte große finanzielle Probleme.

## Werke
- Peter Anemont. Alber, München 1939.
- Lilith. München 1946.[2]
- Josip und Joana. Schauspiel in drei Akten. Desch o. J., München ca. 1947.
- Ich komme in der Nacht. Novelle. Alber, München 1941. (Neue Fassung: Glock und Lutz, Nürnberg 1959)
- Daß diese Steine Brot werden. Desch, Wien/ München 1955. (tatsächlich 1954)
- In solchen Nächten. Klemm, Freiburg i. Br. 1956.